# Diocesi di Camden
La diocesi di Camden (in latino Dioecesis Camdensis) è una sede della Chiesa cattolica negli Stati Uniti d'America suffraganea dell'arcidiocesi di Newark. Nel 2023 contava 485.500 battezzati su 1.368.400 abitanti. È retta dal vescovo Joseph Andrew Williams.

## Territorio
La diocesi comprende 6 contee del New Jersey negli Stati Uniti d'America: Atlantic, Camden, Cape May, Cumberland, Gloucester, e Salem.
Sede vescovile è la città di Camden, dove si trova la cattedrale dell'Immacolata Concezione (Cathedral of the Immaculate Conception).
Il territorio si estende su 6.967 km² ed è suddiviso in 62 parrocchie.

## Storia
La diocesi è stata eretta il 9 dicembre 1937 con la bolla Ad maius animarum di papa Pio XI,  ricavandone il territorio dalla diocesi di Trenton.

## Cronotassi dei vescovi
Si omettono i periodi di sede vacante non superiori ai 2 anni o non storicamente accertati.
- Bartholomew Joseph Eustace † (16 dicembre 1937 - 11 dicembre 1956 deceduto)
- Justin Joseph McCarthy † (27 gennaio 1957 - 26 dicembre 1959 deceduto)
- Celestine Joseph Damiano † (24 gennaio 1960 - 2 ottobre 1967 deceduto)
- George Henry Guilfoyle † (2 gennaio 1968 - 13 maggio 1989 ritirato)
- James Thomas McHugh † (13 maggio 1989 - 7 dicembre 1998 nominato vescovo coadiutore di Rockville Centre)
- Nicholas Anthony DiMarzio (7 giugno 1999 - 1º agosto 2003 nominato vescovo di Brooklyn)
- Joseph Anthony Galante † (23 marzo 2004 - 8 gennaio 2013 dimesso)
- Dennis Joseph Sullivan (8 gennaio 2013 - 17 marzo 2025 ritirato)
- Joseph Andrew Williams, succeduto il 17 marzo 2025

## Statistiche
La diocesi nel 2023 su una popolazione di 1.368.400 persone contava 485.500 battezzati, corrispondenti al 35,5% del totale.
| anno | popolazione | popolazione | popolazione | presbiteri | presbiteri | presbiteri | presbiteri                | diaconi | religiosi | religiosi | parrocchie |
| anno | battezzati  | totale      | %           | numero     | secolari   | regolari   | battezzati per presbitero | diaconi | uomini    | donne     | parrocchie |
| ---- | ----------- | ----------- | ----------- | ---------- | ---------- | ---------- | ------------------------- | ------- | --------- | --------- | ---------- |
| 1950 | 150.706     | 699.312     | 21,6        | 161        | 132        | 29         | 936                       |         | 41        | 528       | 66         |
| 1959 | 232.065     | 700.105     | 33,1        | 238        | 199        | 39         | 975                       |         | 53        | 652       | 86         |
| 1964 | 263.636     | 962.416     | 27,4        | 352        | 304        | 48         | 748                       |         | 48        | 727       | 108        |
| 1970 | 314.037     | 1.029.100   | 30,5        | 416        | 359        | 57         | 754                       |         | 77        | 793       | 122        |
| 1976 | 317.058     | 1.104.400   | 28,7        | 432        | 385        | 47         | 733                       |         | 62        | 618       | 124        |
| 1980 | 351.240     | 1.131.212   | 31,0        | 393        | 351        | 42         | 893                       | 45      | 70        | 571       | 127        |
| 1990 | 392.596     | 1.232.900   | 31,8        | 390        | 331        | 59         | 1.006                     | 110     | 77        | 453       | 126        |
| 1999 | 418.713     | 1.291.117   | 32,4        | 369        | 320        | 49         | 1.134                     | 126     | 14        | 366       | 126        |
| 2000 | 430.867     | 1.294.470   | 33,3        | 348        | 298        | 50         | 1.238                     | 132     | 67        | 305       | 126        |
| 2001 | 439.482     | 1.329.206   | 33,1        | 347        | 299        | 48         | 1.266                     | 123     | 70        | 304       | 127        |
| 2002 | 445.017     | 1.329.206   | 33,5        | 353        | 306        | 47         | 1.260                     | 115     | 65        | 315       | 126        |
| 2003 | 450.271     | 1.337.476   | 33,7        | 353        | 307        | 46         | 1.275                     | 115     | 65        | 341       | 125        |
| 2004 | 458.044     | 1.347.648   | 34,0        | 330        | 287        | 43         | 1.388                     | 124     | 61        | 341       | 125        |
| 2006 | 463.769     | 1.374.068   | 33,8        | 315        | 273        | 42         | 1.472                     | 143     | 60        | 334       | 125        |
| 2013 | 522.000     | 1.472.000   | 35,5        | 281        | 246        | 35         | 1.857                     | 158     | 47        | 252       | 70         |
| 2016 | 529.715     | 1.506.556   | 35,2        | 256        | 225        | 31         | 2.069                     | 130     | 44        | 233       | 65         |
| 2019 | 493.101     | 1.389.018   | 35,5        | 237        | 208        | 29         | 2.080                     | 151     | 38        | 216       | 62         |
| 2021 | 484.740     | 1.365.458   | 35,5        | 215        | 187        | 28         | 2.254                     | 121     | 37        | 194       | 62         |
| 2023 | 485.500     | 1.368.400   | 35,5        | 212        | 180        | 32         | 2.290                     | 121     | 38        | 137       | 62         |